# Ліваро-Пеї-д'Ож
Ліваро-Пеї-д'Ож (фр. Livarot-Pays-d'Auge) — муніципалітет у Франції, у регіоні Нижня Нормандія, департамент Кальвадос. Ліваро-Пеї-д'Ож утворено 1 січня 2016 року шляхом злиття муніципалітетів Окенвіль, Лез-Отель-Сен-Базіль, Беллу, Серке, Шеффревіль-Тоннанкур, Ла-Крупт, Фамії, Фервак, Ертеван, Ліваро, Ле-Меній-Бакле, Ле-Меній-Дюран, Ле-Меній-Жермен, Мель, Ле-Мутьє-Юбер, Нотр-Дам-де-Курсон, Прео-Сен-Себастьян, Сент-Маргерит-де-Лож, Сен-Мартен-дю-Меній-Урі, Сен-Мішель-де-Ліве, Сент-Уан-ле-У i Тортізамбер. Адміністративним центром муніципалітету є Ліваро. Населення — 6158 осіб (01.01.2021).